# Australian Airlines
Australian Airlines era una compagnia aerea con sede in Australia, che serviva destinazioni australiane e asiatiche tra il 2002 e il 2006. Era una compagnia aerea internazionale ed era una sussidiaria interamente controllata di Qantas (sebbene gestita indipendentemente dal vettore di linea principale). La sua base principale era all'aeroporto di Cairns, con un hub secondario all'aeroporto di Sydney.
La compagnia aerea cessò le operazioni con la propria livrea il 30 giugno 2006, ma continuò a operare voli per Qantas. Australian Airlines operava voli utilizzando i propri equipaggi ma con il marchio Qantas, che decise però di interrompere l'uso del marchio a favore di Jetstar Airways, ora divenuta una compagnia aerea a basso costo.

## Storia
La compagnia aerea venne fondata nel 2001 e iniziò le operazioni il 27 ottobre 2002, riutilizzando il nome guadagnato da Qantas quando assorbì l'ex vettore nazionale australiano Australian Airlines nel settembre 1992. La sua rete iniziale di voli si concentrava sul turismo tra il Queensland e il Giappone. La successiva espansione portò ad altre destinazioni in tutto il sud-est asiatico. Il 12 aprile 2006, Geoff Dixon, CEO del gruppo Qantas, annunciò che il gruppo si sarebbe concentrato su una strategia a due marchi, Qantas e Jetstar, e come tale il marchio Australian Airlines avrebbe cessato di esistere dal luglio 2006.
L'unico aereo della compagnia venne ridipinto con la livrea di Qantas e restituito alla compagnia madre per essere utilizzato sulle rotte nazionali. Alcuni Boeing 767-300 vennero forniti ad Australian Airlines da Qantas, affinché operassero in base a un wet lease. Nel frattempo, Australian Airlines continuò a operare in base a questo accordo, servendo diverse rotte verso il Giappone, inclusi voli due volte al giorno per l'aeroporto di Tokyo-Narita e anche voli per l'aeroporto di Manila nelle Filippine.
Nell'aprile 2006, Qantas confermò che, al fine di concentrarsi sulla sua strategia a due marchi di Qantas e Jetstar, il gruppo aveva deciso che avrebbe chiuso Australian Airlines. Il 30 giugno 2006, Australian Airlines cessò di esistere. Il giorno successivo, la flotta della compagnia aerea venne assorbita nella flotta principale di Qantas. La società madre chiuse completamente l'operazione Australian Airlines alla fine dell'agosto 2007.

## Destinazioni
Prima che cessasse le operazioni, Australian Airlines operava servizi di linea verso le seguenti destinazioni:
- Australia
- Giappone
- Hong Kong
- Indonesia
- Malaysia
- Singapore
- Taiwan

## Performance finanziarie
| Anno | Passeggeri (in migliaia) | RPK (in milioni) | ASK (in milioni) | Fattore di carico (in %) |
| ---- | ------------------------ | ---------------- | ---------------- | ------------------------ |
| 2003 | 272                      | 1,538            | 2,602            | 59.1                     |
| 2004 | 705                      | 3,485            | 5,148            | 67.7                     |
| 2005 | 812                      | 3,906            | 5,646            | 69.2                     |
| 2006 | 705                      | 3,553            | 5,257            | 67.6                     |

## Flotta
A maggio 2006 la flotta di Australian Airlines risultava composta dai seguenti aerei:

### Flotta storica
Australian Airlines operava in precedenza con i seguenti aeromobili: